# 170644 Tepliczky
A 170644 Tepliczky (ideiglenes jelöléssel (170644) 2003 YW107) a Naprendszer kisbolygóövében található aszteroida. Sárneczky Krisztián fedezte fel 2003. december 25-én.